# Orfeó Ulldeconenc
L'Orfeó Ulldeconenc és una obra d'Ulldecona (Montsià) protegida com a bé cultural d'interès local.

## Descripció
Edifici entre mitgeres que consta de planta i un pis. La façana conserva l'estructura original. A la planta s'obren tres altes portes de mig punt iguals. Al primer pis hi ha una balconada gran que descansa sobre unes mènsules ornamentals amb llosana de perfil mixtilini i barana balustrada. En aquest nivell s'obren, també, tres finestres de sobrellinda decorada amb frontó triangular d'inspiració clàssica. La cornisa que remata la façana té una barana que combina l'obra vista amb una reixa de ferro colat i, al centre, hi ha un plafó de rajola vidriada valenciana on el llegeix: "ORFEÓ MONTSIÀ". L'arrebossat del mur, actualment pintat, simula bandes horitzontals i tendeix a diferenciar els tres carrers en què es divideix la façana, mitjançant pilastres encastades de capitell compost. A l'interior, entre altres estances auxiliars, s'ubiquen el bar de la societat i l'auditoria, utilitzada també com a teatre municipal.

## Història
L'orfeó Montsià es tractava d'una associació de tipus cultural-musical creada el 1922, sobre l'experiència d'un primer grup coral dit "La Aurora" i sorgit a les darreries del segle xix. L'edifici, que seria la seva seu, es va començar a construir el 22 d'octubre de 1923, gràcies al préstec del Banc de Tortosa i els ajuts materials dels veïns. El 1930 es va inaugurar la biblioteca, a partir d'aquesta data es viuria l'època de més esplendor. Amb la Guerra Civil es va iniciar un davallament i d'ençà del 1947 s'hi va reprendre l'activitat, reorganitzant l'associació i creant l'Orfeó Ulldeconenc, encara avui en funcionament. L'edifici és avui conegut per les representacions que tots els anys fan en ell de la Passió d'Ulldecona, començades el 1955 i adaptades a l'actual text el 1964, que tenen com a precedent una tradició del segle xvi.